# Покровский, Николай Михайлович (врач)
Никола́й Миха́йлович Покро́вский (1878, Карачев, Орловская губерния — 1942, Москва) — российский врач-гинеколог, дядя писателя Михаила Булгакова, основной прототип профессора Филиппа Филипповича Преображенского из его повести «Собачье сердце».

## Биография
Родился в 1878 году в городе Карачеве Орловской губернии в семье протоиерея. В семье было шестеро сыновей и три дочери: Василий, Иван, Ольга, Николай,
Михаил, Захар, Варвара (мать писателя Михаила Булгакова), Митрофан, Александра. Переехал в Москву, где получил медицинское образование. Был одним из ближайших помощников Владимира Фёдоровича Снегирёва — основателя Гинекологической клиники на Девичьем поле, в которой проработал около сорока лет. Советский гинеколог Мстислав Григорьевич Сердюков в своей биографической монографии о Снегирёве ставил Николая Михайловича на второе место среди сотрудников клиники — после собственно профессора Снегирёва. В 1926 году на заседании Московского акушерско-гинекологического общества, посвящённого 10-летию со дня смерти Снегирёва, именно Покровскому было поручено выступить с докладом «Памяти великого учителя и создателя гинекологии в России».

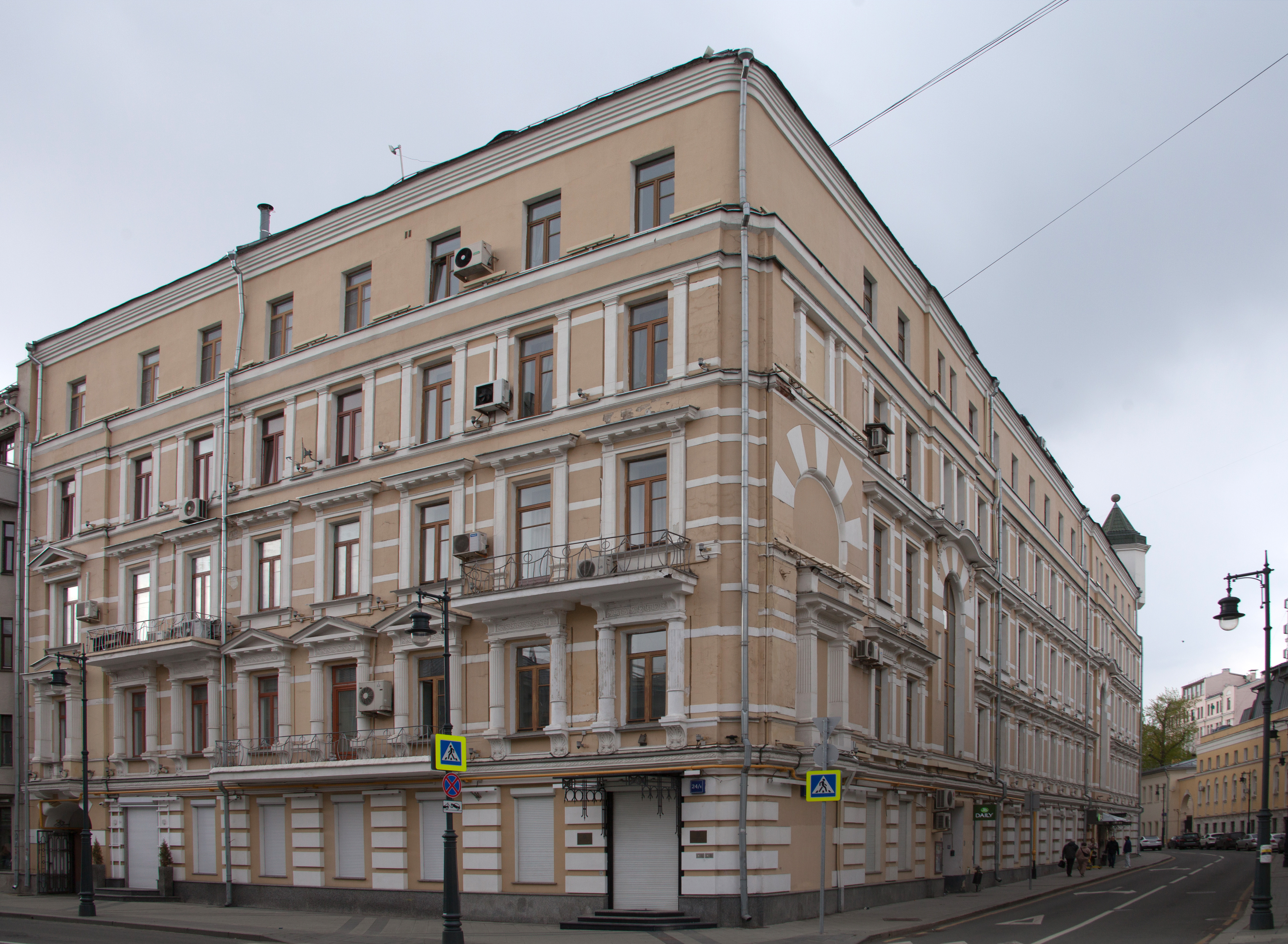
Дом Кулагина, в котором проживал Н. М. Покровский, современный вид. Налево уходит Пречистенка, прямо — Обухов (Чистый) переулок

После своего переезда в Москву Николай Михайлович продолжал поддерживать тесную связь со многими своими родственниками, в частности — с членами  семьи сестры Варвары, матери писателя Михаила Булгакова. Доктор Покровский бывал в доме сестры в Киеве и на их даче в Буче, принимал Булгаковых в своей квартире в Москве. В Москве Николай Михайлович проживал в 7-комнатной квартире на углу Пречистенки и Обухова переулка (ныне Чистый переулок) в доме Кулагина (современный адрес — Пречистенка, 24/1). Его фамилия впервые появляется в справочнике «Вся Москва» за 1907 год (в справочнике дом ошибочно назван «домом Калугина»). Вместе с ним в течение какого-то времени жил его брат Михаил Михайлович, который также был врачом, но хирургом. Оба брата были холосты. Там же жили две их племянницы.
После переезда Михаила Булгакова в Москву, он какое-то время жил у своего дяди. Позднее часто у него бывал, Покровский («дядя Миша») упоминается во многих письмах писателя, а также в дневниках и мемуарах всех трёх его жён. Покровский также лечил многочисленных родственниц, в частности делал аборт первой жене Михаила Булгакова Татьяне Михайловне Лаппе в конце 1916 или начале 1917 года. По воспоминаниям второй жены Булгакова Любови Евгеньевны Белозерской-Булгаковой, у Покровского был очень вспыльчивый и непокладистый характер, что заставило одну из его племянниц даже как-то пошутить: «На дядю Колю не угодишь, он говорит: не смей рожать и не смей делать аборт».
Николай Михайлович Покровский скончался в Москве в 1942 году.

## В художественной литературе
Николай Михайлович Покровский считается главным прототипом профессора Филиппа Филипповича Преображенского в повести Михаила Булгакова «Собачье сердце», а также одним из прототипов профессора Персикова в повести «Роковые яйца». В частности, описание квартиры профессора Преображенского полностью совпадает с описанием квартиры Покровского в воспоминаниях современников, включая её адрес — угол Пречистенки и Обуховского переулка. Кроме того, и фамилия прототипа, и фамилия персонажа происходят от названий христианских праздников (Покрова Богородицы и Преображения Господня соответственно). По воспоминанием первой жены Михаила Булгакова Татьяны Михайловны Лаппы, «…Я как начала читать, сразу догадалась, что это он». Вместе с тем, по воспоминаниям второй жены Булгакова Любови Евгеньевны Белозерской-Булгаковой, «так и не узнал до самой смерти Николай Михайлович Покровский, что послужил прообразом гениального хирурга Филиппа Филипповича Преображенского». Третья жена Михаила Булгакова Елена Сергеевна вспоминала также, что в 1920-е годы у Покровского был ассистент по фамилии Блюменталь, которая очень походит на фамилию ассистента профессора Преображенского — доктора Борменталя.